# 相容论
相容论是一个关于自由意志问题的哲学立场。相容论者认为决定论和自由意志是有可能共存的。换言之，两者是相容的。因为自由意志普遍被认为是道德责任的必然前提，所以相容论者进一步认为决定论和道德责任也是相容的。

## 自由意志问题
大致上来说，决定论认为所有事件的发生都是被其前因所决定的。更精准来说，决定论认为宇宙的过去和自然法则两者决定了一切关于宇宙未来的事实。举例来说，如果决定论是正确的，那么一个人一生中所做的所有选择早在其出生之前就已经被不可控因素所决定了。在这种情况下，人有可能有自由意志吗？然而一旦我们承认在这种情况下人是不可能有自由意志的，那么我们似乎则无法在一个受因果关系所主宰的世界中，要求每个人对自己的选择和行为负起道德责任。
不相容论认为决定论和自由意志是不可能共存的。不相容论者大致分为两种：自由意志主义 (形而上学)和严格决定主义。前者认为人是有自由意志的，从而可推出决定论是错误的。后者则认为决定论是正确的，所以可推出人是缺乏自由意志的。
相反，相容论者则认为就算在一个决定论为真理的世界中自由意志也是有可能存在的。

## 古典相容论

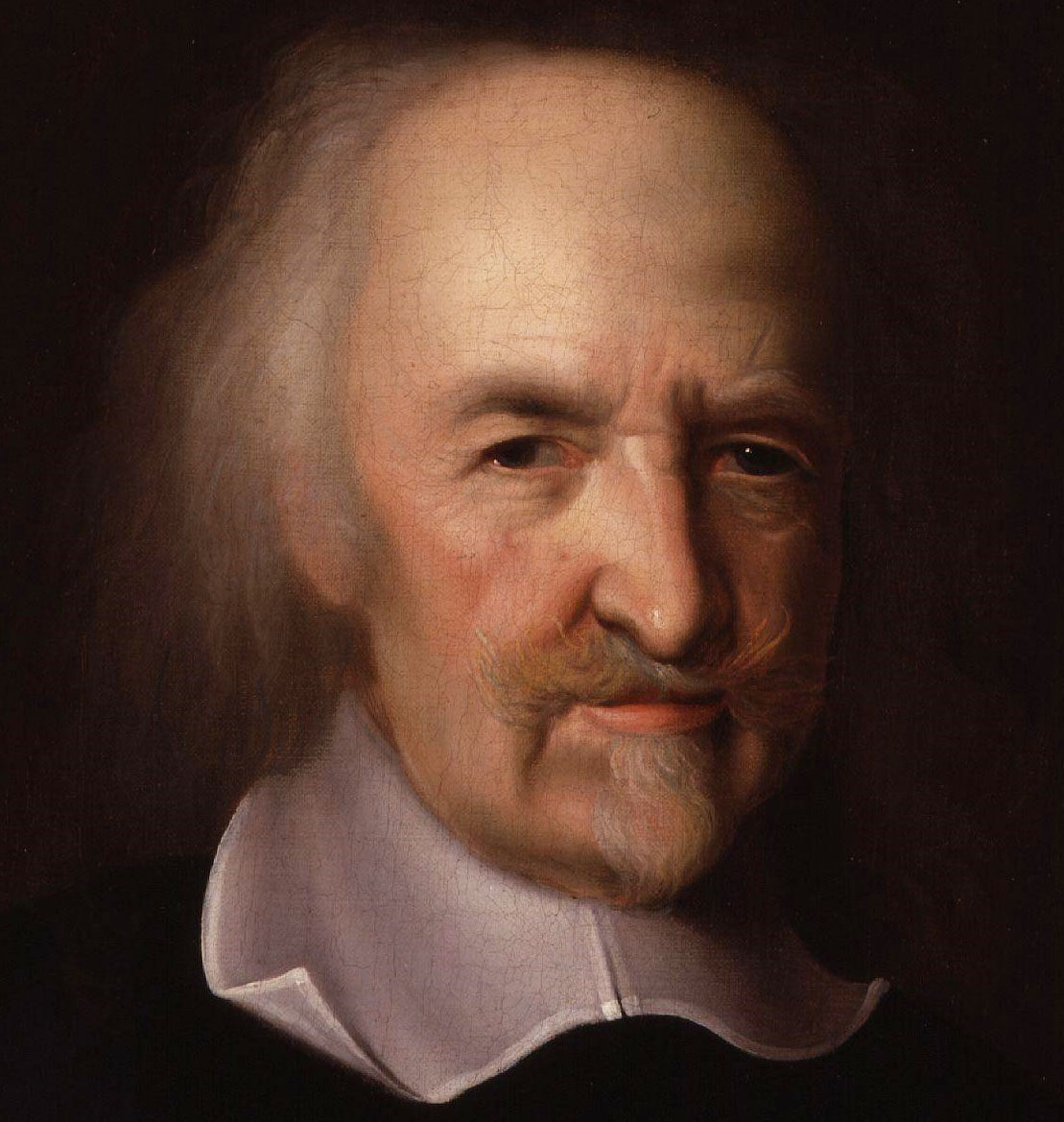
霍布斯

### 自由与阻碍
古典相容论认为意志的自由取决于其是否受到阻碍，而并不取决于其是否被前因所决定。托马斯·霍布斯在《利维坦》一书中给古典相容论做出以下经典阐述：
自由一词就其本义来说，指的是没有阻碍的状况。我所谓的阻碍，指的是运动的外界障碍，对无理性与无生命的造物和对于有理性的造物同样可以使用。..... 自由人一词根据这种公认的本义来说，指的是在其力量和智慧所能办到的事情中，可以不受阻碍的做他所愿意做的事情的人。..... 最后，从自由意志一词的用法中，我们也不能推论出意志、欲望或意向的自由，而只能推论出人的自由；这种自由就是他在从事自己具有意志、欲望或意向想要做的事情上不受阻碍。
对于古典相容论来说，如果一个人有能力去做一件事，并且她有意向去做这件事，那么只要她的行为没有受到外界的阻碍，她的意志就是自由的。换言之，就算她的能力和意向是被因果关系和不可控因素所决定的，她也不会仅仅因此而沦为一个意志不自由的人。

### 能力与选择
古典相容论大致将自由意志理解为行为上的不受阻碍。但是如果决定论是正确的，那么一个人的行为早已在她出生之前就被决定了。这也就似乎是说，她今时今日所做的选择是必然的，是她不能够改变的。那么就算这个人的行为上没有受到外力的阻碍，她依然缺乏选择其他行为的自由。而一个不能够选择其他行为的人，又怎么能是一个有自由意志的人呢？
作为回应，古典相容论者认为即使一个人的行为是被过去众多不可控因素所决定的，她依然能够在这种情况下选择其他行为。这是因为古典相容论者以条件性分析（conditional analysis）方式理解“能够选择其他行为”。在这种分析下，如果在历史改写的情况下一个人有意向去做某些行为并且成功，那么这个人就能够选择这个行为，即使在真实世界里她并不会这样去做。

## 当代相容论
当代相容论的代表人物是哲学家哈里·富兰克福。总体来说，富兰克福特对于相容论的贡献有两点：其一，他对于“其他可能性原则”（Principle of Alternate Possibilities）提出了反例（富兰克福特例子）；其二，他提出了以意志的结构（structure of the will）来理解相容论的观点。

### 其他可能性原则
很多人可能会认为，如果一个人的行为是不可能改变的，是没有其他可能性的，那么这个人就没有意志上的自由，她也并不对她的行为拥有道德责任。换言之：
其他可能性原则：只有在其可能做其他行为的情况下，一个人才对自己的行为负有责任。
对于这条原则，富兰克福特提出了反例。富兰克福特邀请他的读者想象以下这种情景：
A对B怀恨在心已久，并且一直寻找机会杀掉B。C也希望B死掉，但是却不想自己动手杀人。C听闻A准备今晚要动手杀掉B，心里很是欢喜。可是C知道A有可能会在最后一刻改变自己的意志，所以C偷偷的在A不知晓的情况下在A的大脑中植入了一个芯片。这个芯片有以下特征：如果在杀害B的过程中，A没有改变自己的意志，那么这个芯片便不会启动；相反，如果在杀害B的过程中A改变了自己的意志，那么这个芯片将会自动启动，并以某种方式操纵A杀掉B。
夜幕降临，A走进了B的住所杀掉了B, 并且未曾改变自己的意志。相应的，芯片也没有启动。
富兰克福特认为，在以上情况中，A对B的死是负有道德责任的。可是因为芯片的存在，无论A是否改变她的意志，她最终都会杀掉B。也就是说，A没有可能做其他的行为。因此富兰克福特认为“其他可能性原则”是错误的。

### 自由意志的结构
在"Freedom of the Will and the Concept of a Person"一文中，富兰克福特指出人的意志是有结构的，并且我们可以通过理解意志的结构来理解在哪种情况下人的意志是自由的。 富兰克福特认为人的欲望（desire）有多阶：一阶欲望（first-order desires）的目的为世界，而二阶欲望（second-order desires）的目的为一阶欲望，并以此类推。举例来说，假如我现在非常口渴且想喝水。我的一阶欲望是去喝水。但假如医生吩咐我短时间内不能饮水，那么如果我是一个理智的人，我的二阶欲望会是去节制或者抵抗我的一阶欲望。
在富兰克福特看来，一个人的意志（will）是她的有效的一阶欲望（effective first-order desires）。也就是说，一个人的意志是那个最终导致她行为的一阶欲望。而意志的自由则取决于一个人的有效的一阶欲望是否被其高阶欲望所抵抗。如果我的行为是由一个没有受到高阶欲望抵抗的一阶欲望所导致的，那么我的意志就是自由的。由此可见，富兰克福特认为意志上的不自由源自于心理上的冲突。而这种冲突的存在与否是和决定论相容的。

## 參看
- 富蘭克福
- 不相容論
- 決定論
- 自由意志
- 宿命论
- 斯多葛主义